# Sœurs de la Sainte-Famille du Sacré-Cœur
Ne doit pas être confondu avec Sœurs de la famille du Sacré-Cœur de Jésus.
Les Sœurs de la Sainte-Famille du Sacré-Cœur forment une congrégation religieuse féminine catéchiste de droit pontifical.

## Historique
En 1887, Marie-Adélaïde Melin, en religion Marie-Ignace, entre dans l'œuvre des zélatrices des Sacrés-Cœurs de Bourges initiée et dirigée par le père le jésuite Louis-Étienne Rabussier. Melin et d'autres associées commencent rapidement à mener la vie commune et prononcent des vœux en 1889. Au début du XXe siècle, en raison des lois anticongrégationnistes, les sœurs quittent la France et ouvrent des communautés à Liège et à Rome ; en 1919, elles s'ouvrent à l'apostolat missionnaire au Dahomey.
L'institut reçoit le décret de louange le 24 juillet 1902 et ses constitutions, calquées sur celles de la Compagnie de Jésus sont définitivement approuvées par le Saint-Siège le 10 juillet 1928. La bienheureuse Eugénie Joubert était une religieuse de cette congrégation. Mère Marie-Ignace Melin a été reconnue servante de Dieu. 

## Activité et diffusion
Le but principal de la congrégation est l'enseignement du catéchisme. 
En 2017, la congrégation ne comptait plus qu'une seule maison à Rome avec 2 sœurs.